# Càndida Maria de Jesús
Càndida Maria de Jesús, nascuda Juana Josefa Cipitria y Barriola (Berrospe, Andoain, Guipúscoa, 31 de maig de 1845 - Salamanca, 9 d'agost de 1912) fou una religiosa basca, fundadora de la congregació de les Filles de Jesús (Jesuïtines). És venerada com a santa per l'Església catòlica.

## Biografia
Juana Josefa Cipitria y Barriola va néixer al mas de Berrospe (Andoain) el maig de 1845. El 1854 la família es va traslladar a Tolosa (Guipúscoa) i el 1862 a Burgos, on Juana treball amb la família Sabater. El 1868 és a Valladolid, on troba el jesuïta Miguel San José Herranz i amb ell pensa de formar una congregació dedicada a l'educació cristiana dels nens i joves, ja que considera que és una necessitat urgent en aquell moment.
A Salamanca, amb cinc companyes més, es constitueix la primera comunitat de la congregació de les Filles de Jesús, el 8 de desembre de 1871 i a l'església jesuïta de La Clerecía. Amb el nom de Càndida Maria de Jesús comença a redactar les constitucions de la nova congregació, a partir de les constitucions de la Companyia de Jesús. Aquesta vinculació amb l'orde jesuïta farà que les Filles de Jesús també sigui conegudes com a jesuïtines.
En poco temps, l'institut s'estengué, obrint escoles a: Peñaranda de Bracamonte, Arévalo, Tolosa, Segòvia, Medina del Campo, etc. El 3 d'octubre de 1911 van marxar les primeres germanes fora d'Espanya, al Brasil. Després obriren cases al Japó, Filipines, Xina, Estats Units, Cuba, República Dominicana, Veneçuela, Colòmbia, Brasil, Argentina, Bolívia, etc.
La fundadora morí a Salamanca l'agost de 1912.

## Veneració
Fou beatificada per Joan Pau II el 12 de maig de 1996. El 19 de febrer de 2010, Benet XVI va anunciar-ne la canonització, que tingué lloc a Roma el 17 d'octubre de 2010.